# Toren C

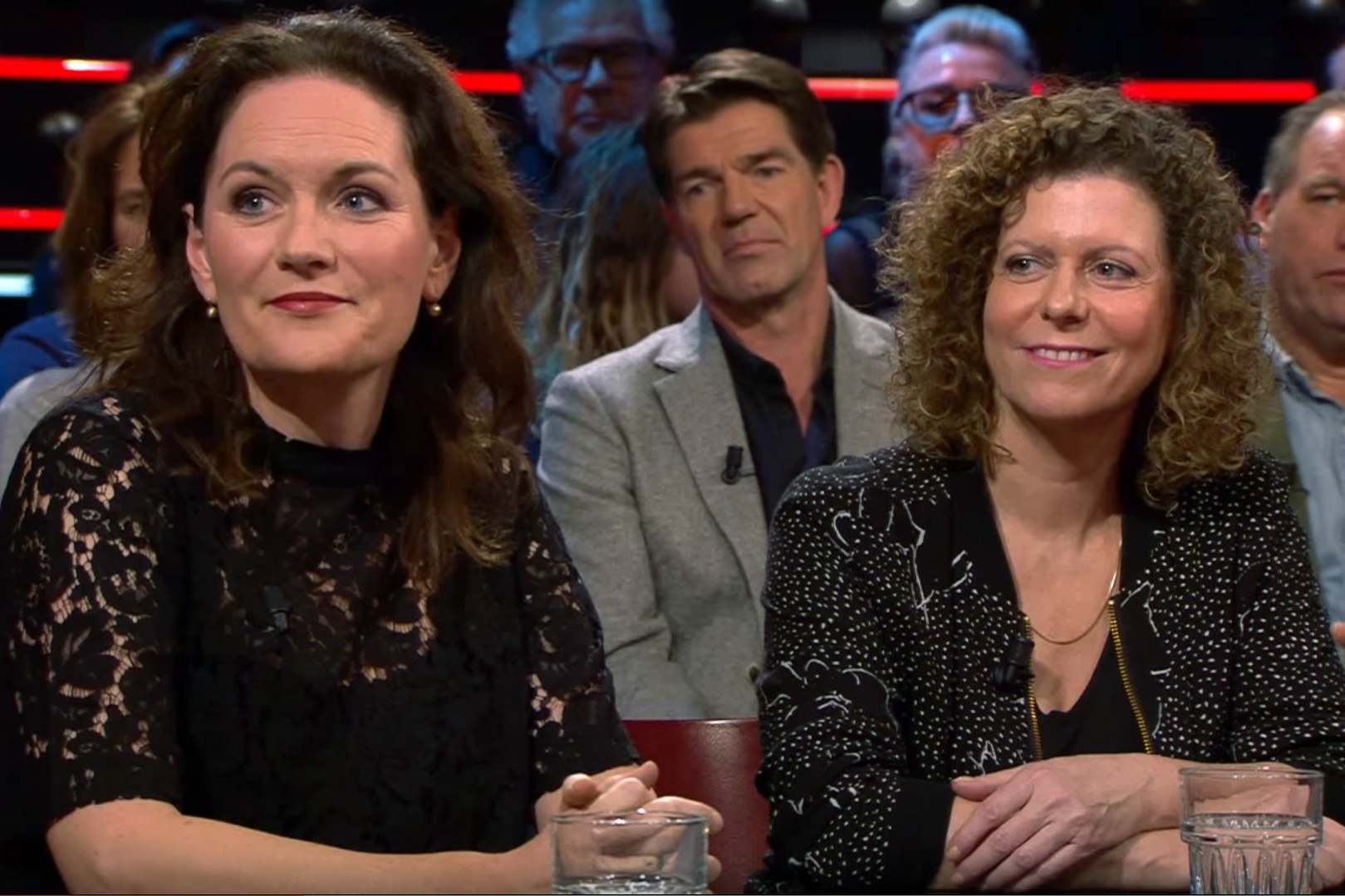
Maike Meijer en Margôt Ros (2017)

Toren C is een absurdistische komische televisieserie van programmaproducent BlazHoffski, uitgezonden door de VPRO, die in het najaar van 2008 voor het eerst werd uitgezonden op Nederland 3.

## Achtergrond
Toren C draait om een kantoorgebouw en de mensen die daar werken.
De serie is geschreven door de actrices Maike Meijer en Margôt Ros. De twee bedenkers van de serie hadden grote moeite om het papieren concept van de serie aan de omroepen te slijten. Nadat ze met enkele vrienden een pilotaflevering opnamen, werd de belangstelling gewekt van de VPRO die de serie wilde uitzenden in primetime.
Meijer en Ros spelen de meeste rollen zelf, in totaal veertig verschillende typetjes. Daarnaast spelen enkele gastacteurs een bijrol. Omdat Ros tijdens de opnameperiode haar achillespees scheurde, moesten enkele fysiek zware scènes geschrapt worden.
Van 18 januari tot 15 maart 2010 was het tweede seizoen van Toren C op de televisie, met als ondertitel Slechter kun je je week niet beginnen.
Het vierde seizoen was vanaf 3 september 2012 te zien op Nederland 3.
Op 16 februari 2011 werd door de portiers van Toren C een carnavalslied gelanceerd getiteld 25 bier.
Op 17 maart 2014 begon het vijfde seizoen van Toren C.
Vanaf 11 september 2016 werd het zesde seizoen van Toren C uitgezonden.
Op 5 januari 2020 begon het zevende en laatste seizoen.

## Personages
| Rol                     | Functie                          | Acteur                    |
| ----------------------- | -------------------------------- | ------------------------- |
| Mevrouw La Wong         | CEO van het bedrijf              | Bo Bojoh                  |
| Karin de Groot          | Manager van de afdeling          | Maike Meijer              |
| Chantal van de Kerkhoff | Sub-manager                      | Margôt Ros                |
| Els van Dungelen        | Bedrijfsadministratie            | Margôt Ros                |
| Debbie                  | Personeelszaken                  | Maike Meijer              |
| Eva                     | Administratie                    | Margôt Ros                |
| Ellemieke               | Boekhoudmedewerker               | Maike Meijer              |
| Cora                    | Inkoopster                       | Margôt Ros                |
| Annet                   | Huisarts                         | Maike Meijer              |
| Pubermeisjes            | Callcentermedewerksters          | Maike Meijer & Margôt Ros |
| Johan van Bennekom      | Onbekend                         | Albert Jan van Rees       |
| De Portiers             | Portiers/beveiligingsmedewerkers | Maike Meijer & Margôt Ros |
| Ankie                   | Bedrijfskantine stagiaire        | Maike Meijer              |
| Juffrouw Tiny           | Bedrijfskantine management       | Margôt Ros                |
| Renée                   | Serveerster                      | Maike Meijer              |
| Annabet van Zuilen      | Psycholoog van de afdeling       | Maike Meijer              |
| Tessa Verschuren        | Interne communicatie             | Margôt Ros                |
| Toos                    | Postkamer                        | Maike Meijer              |
| Lot                     | Projectleider                    | Maike Meijer              |
| Paula Kleine            | Onbekend                         | Margôt Ros                |
| Liesbeth Stekelenburg   | Onbekend                         | Maike Meijer              |
| Elise van Luijtenbeek   | Onbekend                         | Maike Meijer              |
| Riet Verhagen           | Onbekend                         | Margôt Ros                |
| Anneleen de Boer        | Onbekend                         | Margôt Ros                |
| Bianca van der Broek    | Onbekend                         | Margôt Ros                |
| Suze Verschaik          | Onbekend                         | Margôt Ros                |
| Petra van der Plas      | Onbekend                         | Maike Meijer              |
| Sarah                   | Onbekend                         | Maike Meijer              |
| Lisa                    | Onbekend                         | Maike Meijer              |
| Babette                 | Onbekend                         | Margôt Ros                |
| Ria                     | Onbekend                         | Margôt Ros                |
| Annelies                | Onbekend                         | Maike Meijer              |
| Cindy                   | Onbekend                         | Maike Meijer              |
| Karlijn                 | Onbekend                         | Margôt Ros                |
| Fiet                    | Onbekend                         | Maike Meijer              |
| Sophie                  | Onbekend                         | Margôt Ros                |
| Loes                    | Onbekend                         | Maike Meijer              |
| Marlies                 | Onbekend                         | Margôt Ros                |
| Hildegard               | Onbekend                         | Maike Meijer              |

## Gastrollen
Gastrollen zijn onder andere gespeeld door: Akwasi, Leo Alkemade, Roel Bloemen, Ronald de Boer, Bo Bojoh, Kees Boot, Frederik Brom, Tina de Bruin, Edo Brunner, Dennie Christian, Pepijn Cladder, Guy Clemens, Nicolette van Dam, Tijn Docter, André Dongelmans, Frans Duijts, Roos van Erkel, Randy Fokke, Tjebbo Gerritsma, Markoesa Hamer, Mattijn Hartemink, Marijke Helwegen, Martijn Hillenius, Bas Hoeflaak, Jennifer Hoffman, Hans Klok, Jan Kooijman, Leonoor Koster, Wigbolt Kruyver, Christel de Laat, Geert Lageveen, Frank Lammers, Gijs de Lange, Hans Leendertse, Rob van de Meeberg, Hidde Meijer, Bodil de la Parra, Loek Peters, Anniek Pheifer, Rogier Philipoom, Guido Pollemans, Barbara Pouwels, Albert Jan van Rees, Rosa Reuten, Yora Rienstra, Michael Schnörr, Pepijn Schoneveld, Wibi Soerjadi, Jeroen Spitzenberger, Stefan Stasse, Patrick Stoof, Humberto Tan, Inge Teeuwen, Lies Visschedijk, Frank Visser, Peter R. de Vries, Ilse Warringa, Marlijn Weerdenburg en Wimie Wilhelm.

## Ontvangst
De ontvangst van de serie was zeer lovend. Alleen de criticus van dagblad Trouw vond het gebodene gewoon niet leuk, sterker nog, hij vond: "Toren C is zelfs stuitend slecht, helemaal niet zo absurdistisch en wekte zelfs geen milde glimlach op".
De Volkskrant was positief: "Zo grof als zulke humor op papier hier en daar allicht overkomt, zo soepel valt die op zijn plaats in het absurdistisch universum van Toren C. En dan is er ook nog het briljante acteerwerk waarmee Maike Meijer en Margôt Ros het kantoormilieu tot leven wekken. Van harte aanbevolen".
NRC Handelsblad schreef: "Toren C hoort tot de subtop, het is frisse en vernieuwende televisie".
De eerste serie werd door het grote publiek goed ontvangen en kreeg voor een beginnende serie hoge kijkcijfers; meer dan een half miljoen kijkers per aflevering, wat ook bij het tweede seizoen het geval was. Het derde seizoen werd aanvankelijk minder goed bekeken, maar de herhaling haalde uiteindelijk toch ruim een half miljoen kijkers. Het vierde seizoen trok ook weer rond de half miljoen kijkers per aflevering.
Toren C is inmiddels verkocht aan Frankrijk en Canada.
De Franse versie van Toren C (WorkinGirls) is in 2013 genomineerd voor een Emmy Award in de categorie "Best Comedy".

## Prijzen
- 2009 - Lira Scenarioprijs[7]
- 2010 - Seoul Drama Award voor beste actrice[8]
- 2011 - Beeld en Geluid Award 2010 voor het beste amusementsprogramma[9]

## Locaties
Afleveringen van Toren C zijn onder andere opgenomen op het bedrijventerrein bij Amsterdam Sloterdijk. In de serie zijn locaties van het UWV te zien, waaronder toren B en D (afwijkend van de serienaam). Ook werd er gebruik gemaakt van het voormalige kantoorpand Frankemaheerd in Amsterdam Zuidoost. De exterieuropnamen in de leader en bumpers tonen naast de Frankemaheerd, ook de panden van het Ramada Apollo Hotel en de Hotelschool The Hague aan de Staalmeesterslaan respectievelijk de Jan Evertsenstraat in Amsterdam.

## Trivia
- De leadermuziek komt uit het nummer 'Every Day' van Wolfgang Hartmayer.